# 黑斑肥螈
黑斑肥螈（学名：Pachytriton brevipes）为蝾螈科肥螈属的两栖动物，俗名水和尚、狗鱼、四脚鱼，是中国的特有物种。

## 特征
体型肥壮，长约15厘米，尾长为全长的一半或稍短；背和尾侧面青灰黑色，无黑斑或有黑色小圆斑，橘黄色或橘红色的腹面，有少数棕黑色斑纹；头扁平，尾基宽厚粗圆，后端侧扁，四肢短小，前肢四指，后肢五趾；没有蹼；背部及尾侧密布黑圆斑。

## 分布
分布于中国的浙江、福建、江西、湖南、广东、广西等地，多生活于山区大小溪流的石隙间。其生存的海拔范围为800至1700米。该物种的模式产地在江西南部。